# 澳門基本法紀念館
澳門基本法紀念館（葡萄牙語：Galeria Comemorativa da Lei Básica de Macau）紀念館主要透過相關的歷史文物、珍貴文獻的展示，令本地居民及外來參觀者更深入地瞭解一國兩制在澳門的成功實踐歷程。

## 沿革
2013年應行政長官崔世安邀請，全國人大常委會委員長吳邦國將於2月20至22日來澳出席澳門基本法頒佈二十周年紀念活動。21日上午出席澳門社會各界紀念澳門基本法頒佈二十周年大會，以及澳門基本法紀念館開館暨《澳門歷史的巨變》新書發行儀式。
2014年3月29日紀念館更新後重新開放，展覽內容從原有的五個展區擴至七個，展品保留了珍貴的歷史照片，補充了不少具歷史意義的物品和文獻，包括有中央任命特區基本法委員會委員的任命書、基本法的書法作品、基本法常識問答校際比賽獎盃等。展覽約有二百一十一張歷史照片和一百廿五件展品。館內的資料室已對外開放，藏書逾一千七百本，分政治制度、公共行政、澳門特區政府公報等種類。並提供電腦設備供居民查閱與澳門基本法相關的報刋、藏品資料。
2018年是《基本法》頒佈25週年，亦是基本法紀念館開館5週年，由2017年8月開始閉館裝修，重新設計了參觀動線及引入新元素，當中有自助語音導賞系統、增加了互動教育區。在2月23日舉辦『澳門基本法紀念館五周年館慶全新展覽啟動』，並增加了憲法與澳門基本法及國旗、國徽、國歌等兩個展區的展文介紹，增加了互動教育區。
2023年11月22日，澳門基本法紀念館休館進行重整。重整後將作為宣傳憲制法律和維護國家安全的普法基地。
2025年6月29日，澳門基本法紀念館完成全面重整重開，除原有的《憲法》和《澳門基本法》普法和展覽功能外，加入青少年愛國普法教育基地新定位。

## 特色
館內分為五個展區，第一展區主題為澳門歷史回望，以不同歷史時期的照片，回望澳門過去的歷史，讓公衆認識澳門基本法的歷史背景。第二、三、四展區分別是中葡聯合聲明、澳門基本法的起草、澳門基本法推廣等主題的核心展區，透過照片、起草澳門基本法產生的各類文獻，以及澳門歷史檔案館借出的澳門基本法推廣協會的社團物品，紀錄和說明瞭澳門基本法由籌備到宣傳、教育推廣的艱辛歷程，呈現籌備時的各個階段。第五展區澳門基本法的落實透過澳門政權交接儀式模擬場景、主禮官座台、文獻、各類回歸紀念品等，讓參觀者憶起回歸交接時觸動心靈的一刻。紀念館共展出的照片四百多幅，實物有百多件。此外，多功能區現正舉行“澳門基本法——書法精選展”，展出近百位京澳名書法家的作品，合共展出六百多件展品。
2014年展覽更新後，展覽內容從原有的五個展區擴展至七個展區，分別為「澳門基本法」的意義、「澳門歲月回眸」、「一國兩制的方針」、「制定和落實《澳門基本法》」、「《澳門基本法》的文本結構」、「《澳門基本法》的成就」、「《澳門基本法》的推廣」等，各展區主題更為清晰和細緻，使公眾對《澳門基本法》的歷史背景、起草過程、條文內容以至各界努力推廣和實踐基本法有更深入的理解。
2018年館內原設有七個展區，重整後每一區都會加入小遊戲，包括電子遊戲，互動問答遊戲等，讓青少年樂在其中。另外，為配合內地近日生效的《國歌法》，館內將開闢專區，宣傳國歌的歷史由來、以及播放時需要的禮儀等。

## 相關資訊
- 開放時間：10:00-19:00
- 費用：免費

## 外部連結
- 澳門基本法紀念館專題網站 （页面存档备份，存于）